# وينديل فورد
وينديل فورد (بالإنجليزية: Wendell Ford)‏ هو سياسي أمريكي، ولد في 8 سبتمبر 1924 في أوينسبورو في الولايات المتحدة، وتوفي بنفس المكان في 22 يناير 2015 بسبب سرطان الرئة. حزبياً، نشط في الحزب الديمقراطي.

## مناصب
- في انتخابات مجلس الشيوخ في الولايات المتحدة 1986 [الإنجليزية]‏، انتخب عضو مجلس الشيوخ الأمريكي عن دائرة Kentucky ‏ وقد انضم خلال فترته النيابية [الإنجليزية]‏ (3 يناير 1991 – 3 يناير 1993)  للكتلة البرلمانية الحزب الديمقراطي.
- في انتخابات مجلس الشيوخ في الولايات المتحدة 1992 [الإنجليزية]‏، انتخب عضو مجلس الشيوخ الأمريكي عن دائرة Kentucky ‏ وقد انضم خلال فترته النيابية [الإنجليزية]‏ (5 يناير 1993 – 3 يناير 1995)  للكتلة البرلمانية الحزب الديمقراطي.
- في انتخابات مجلس الشيوخ في الولايات المتحدة 1992 [الإنجليزية]‏، انتخب عضو مجلس الشيوخ الأمريكي عن دائرة Kentucky ‏ وقد انضم خلال فترته النيابية [الإنجليزية]‏ (3 يناير 1995 – 3 يناير 1997)  للكتلة البرلمانية الحزب الديمقراطي.
- في انتخابات مجلس الشيوخ في الولايات المتحدة 1992 [الإنجليزية]‏، انتخب عضو مجلس الشيوخ الأمريكي عن دائرة Kentucky ‏ وقد انضم خلال فترته النيابية [الإنجليزية]‏ (3 يناير 1997 – 3 يناير 1999)  للكتلة البرلمانية الحزب الديمقراطي.
- انتخب عضو مجلس ولاية كنتاكي (1965 – 1967).
- انتخب نائب حاكم كنتاكي [الإنجليزية]‏ (12 ديسمبر 1967 – 7 ديسمبر 1971).
- انتخب حاكم كنتاكي [الإنجليزية]‏ (7 ديسمبر 1971 – 28 ديسمبر 1974).
- انتخب عضو مجلس الشيوخ الأمريكي (28 ديسمبر 1974 – 3 يناير 1999).